# Natação nos Jogos Pan-Americanos de 2007 - 100 m borboleta feminino
O evento dos 100 m borboleta feminino nos Jogos Pan-Americanos de 2007 foi realizado no Rio de Janeiro, Brasil, com a final realizada em 18 de julho de 2007.

## Medalhistas
| Ouro   | USA Kathleen Hersey   |
| Prata  | USA Samantha Woodward |
| Bronze | BRA Gabriella Silva   |

## Recordes
| Recorde mundial       | Inge de Bruijn (NED) | 56.61 | 17 de setembro de 2000 | Sydney        |
| Recorde pan-americano | Dana Vollmer (USA)   | 59.35 | 14 de agosto de 2003   | Santo Domingo |

## Resultados

### Final
| Posição | Nadador                    | País               | Tempo   | Nota |
| ------- | -------------------------- | ------------------ | ------- | ---- |
| 1       | Kathleen Hersey            | USA Estados Unidos | 59.21   | GR   |
| 2       | Samantha Woodward          | USA Estados Unidos | 59.98   |      |
| 3       | Gabriella Silva            | BRA Brasil         | 1:00.50 |      |
| 4       | Daiene Dias                | BRA Brasil         | 1:00.83 |      |
| 5       | Alana Dillette             | BAH Bahamas        | 1:01.50 |      |
| 6       | Arianna Vanderpool-Wallace | BAH Bahamas        | 1:02.46 |      |
| 7       | Alia Atkinson              | JAM Jamaica        | 1:02.92 |      |
| 8       | Alma Arciniega             | MEX México         | 1:03.79 |      |